# Libra de Mauricio

La libra de Mauricio era una unidad monetaria local del Imperio británico surgida de la libra francesa que circuló hasta 1779 y que conjuntamente con la vecina isla de Reunión y demás dependencias durante la colonización gala acuñaron moneda propia colonial, y surgió como petición de la colonia de Mauricio a causa de la necesidad monetaria y lingüística en las islas, luego de haber pasado en 1810 del poder francés al británico. Fueron acuñadas en 1822 en plata dos tipos de tamaños de diferentes valores, en idioma francés  y con ceca en Calcuta, y circularon hasta la unificación de la rupia india en 1835, que comenzaría a usarse en la colonia.

## Historia
La isla de Mauricio o como se llamaría posteriormente Isla de Francia fue primero colonizada por la Compañía Neerlandesa de las Indias Orientales en 1638, por lo que circuló el dólar del león de las Indias o leeuwendaalder o lion dollar (en inglés) y el Rijksdaalder neerlandés o dólar imperial, pero finalmente abandonó la colonia en 1710.
En 1715 fue ocupada por los franceses, por lo que en esta época junto con las islas de Reunión y Rodrigues comenzaron a circular las primeras monedas de la India francesa con ceca de Pondicherry —también desde 1768 en las islas Seychelles que comenzaron a ser colonizadas— las que se acuñaron eran de 1 pagoda de oro, 1 y ½ fanon de bronce y de plata, 1 y ½ doudou de cobre y la de menor valor de 1 cache de bronce y de cobre.
Durante el reinado de Luis XVI de Francia, se acuñaron en 1779 con ceca en París las primeras monedas propias de la colonia conjunta de Isla de Francia y de Borbón (Mauricio y Reunión), estas eran de 3 sols de vellón, también en 1780 y cambiando el nombre a 3 sou en 1781, y circularon hasta 1793, fecha que renombraron la colonia como Isla de Francia y Reunión y poblaron la muy lejana isla Diego García del archipiélago de Chagos, convirtiéndose la posesión de islas del océano Índico en un departamento de ultramar durante la Primera República francesa, comenzando así a circular el franco francés. Entre 1794 y 1811 las islas Seychelles fueron ocupadas por el Imperio británico.
La colonia conjunta de Isla de Francia y Bonaparte (Mauricio y Reunión) como había sido renombrada en 1806, volvieron a depender de la India francesa desde 1803 hasta 1809 y comenzaron a circular sus monedas con ceca en Pondicherry, también en las nórdicas islas Agalega recién colonizadas en 1808, hasta que en 1810 se acuñó una gran moneda colonial de 10 libras mascareñas de plata, pero la isla de Rodrigues había sido ocupada por los británicos en 1809, la de Reunión el 9 de julio de 1810, la de Mauricio el 6 de diciembre del mismo año con las Cargados Carajos y en 1814 las islas Agalega, las de Chagos y nuevamente las de Seychelles que pasarían a depender de la colonia británica de Mauricio, pero tuvieron que devolver la isla de Reunión a Francia un año después del Tratado de París, en 1815.
En la nueva colonia británica de Mauricio y sus dependencias, comenzó a circular desde 1820 el dólar del ancla, anchor dollar o mauritian dollar (en inglés), se trataba de monedas de plata fraccionaria con un ancla coronada en el anverso y el escudo real británico en el reverso, inicialmente se fijó a un valor de 2 rupias indias y luego a 4 chelines de la libra esterlina.
Estas monedas circularon hasta 1826 para ser reemplazadas por la libra de Mauricio que se había acuñado durante la posesión francesa intermitentemente desde 1781 hasta 1810 y se siguió utilizando durante la colonización británica hasta que en 1822, aunque sin fecha, se acuñaron en Calcuta unas monedas en idioma francés de dos valores: de 25 sous y de 50 sous (20 sous o sols equivalían a 1 libra francesa). Esta libra mauriciana sería reemplazada por la ya unificada rupia india en 1835 y que a su vez lo sería por la rupia de Mauricio en 1877.

## Monedas
Se acuñaron dos tamaños de monedas fraccionarias de la libra de Mauricio, ambas en plata 500 de diferentes valores con ceca en Calcuta, presidencia de Bengala de la India Británica:
- 25 sous (1 1⁄4 libras). En el anverso con la escritura francesa en mayúsculas y encolumnada: REÇU au TRESOR (recibido en Tesorería) y en reverso también en columna con Pour 25 Sous.
- 50 sous (2 1⁄2 libras). En el anverso con la escritura francesa en mayúsculas GOUV. DE MAURICE ET DEP. (Gobierno de Mauricio y dependencias) rodeando a dos palmeras centrales, y en el reverso con la escritura REÇU AU BUR. DU TRES. (recibido en la oficina de la Tesorería) rodeando la escritura encolumnada de Pour 50 Sous.